# Gamesa
Gamesa este o companie spaniolă care este unul dintre liderii mondiali în domeniul industrial.
Din anul 2007, Gamesa și-a concentrat activitatea în domeniul tehnologiilor pentru energie regenerabilă.
Din grupul Gamesa face parte și compania Aernnova European Components care se ocupă cu fabricarea de aeronave și nave spațiale.
În iulie 2010, Aernnova avea peste 3.000 de angajați în mai multe fabrici din Spania, SUA, Mexic și Brazilia.
Aernnova este prezentă și în România și produce la Brașov componente pentru uriașul model A350, dezvoltat de Airbus.